# Сан-Жуан-да-Боа-Вишта (Табуа)
Сан-Жуан-да-Боа-Вишта (порт. São João da Boa Vista) — район (фрегезия) в Португалии, входит в округ Коимбра. Является составной частью муниципалитета Табуа. Находится в составе крупной городской агломерации Большая Коимбра. По старому административному делению входил в провинцию Бейра-Алта. Входит в экономико-статистический субрегион Пиньял-Интериор-Норте, который входит в Центральный регион. Население составляет 484 человека на 2001 год. Занимает площадь 10,00 км².